# Dystjärnen
Dystjärnen är en sjö i Älvdalens kommun i Dalarna och ingår i Dalälvens huvudavrinningsområde. Sjön har en area på 0,0576 kvadratkilometer och ligger 413,1 meter över havet.

## Delavrinningsområde
Dystjärnen ingår i det delavrinningsområde (677769-139345) som SMHI kallar för Mynnar i Littran. Medelhöjden är 427 meter över havet och ytan är 16,02 kvadratkilometer. Det finns inga avrinningsområden uppströms utan avrinningsområdet är högsta punkten. Vattendraget som avvattnar avrinningsområdet har biflödesordning 5, vilket innebär att vattnet flödar genom totalt 5 vattendrag innan det når havet efter 400 kilometer. Avrinningsområdet består mestadels av skog (82 procent). Avrinningsområdet har 0,26 kvadratkilometer vattenytor vilket ger det en sjöprocent på 1,6 procent.